# Hajredin Çeliku
Hajredin Çeliku (ur. 4 maja 1927 w Peshkopii, zm. w czerwcu 2005 w Tiranie) – albański polityk komunistyczny i inżynier, minister przemysłu i górnictwa w latach 1982–1987 w rządzie Adila Çarçaniego.

## Życiorys
Po ukończeniu szkoły w rodzinnej miejscowości przeniósł się wraz z rodziną do Tirany, gdzie do 1943 uczył się w szkole średniej. W tym samym roku zaangażował się w działalność ruchu oporu. Naukę kontynuował już po zakończeniu wojny w Tiranie i Szkodrze. W latach 1948–1953 odbył studia inżynieryjne w ZSRR.
Od 1947 działał w komitecie centralnym organizacji młodzieżowej, stanowiącej przybudówkę Komunistycznej Partii Albanii. W tym samym roku został członkiem partii. Po ukończeniu studiów powrócił do kraju i objął stanowisko inżyniera w Zakładach Mechanicznych Enver w Tiranie. W tym samym roku przeszedł do ministerstwa budownictwa, gdzie pełnił funkcję szefa wydziału. W 1954 powrócił do przedsiębiorstwa Enver obejmując stanowisko głównego inżyniera, a w 1955 jego dyrektora. Funkcję tę pełnił do 1967, kiedy został skierowany do pracy w aparacie partyjnym. W 1967 stanął na czele Komitetu Miejskiego Albańskiej Partii Pracy w Tiranie. W latach 1970–1982 pełnił stanowisko dyrektora kombinatu metalurgicznego w Elbasanie.
Od 1976 członek Komitetu Centralnego Albańskiej Partii Pracy. W latach 1966–1972 i 1982–1991 deputowany do Zgromadzenia Ludowego. W 1981 został członkiem Biura Politycznego partii (z pominięciem stażu kandydackiego). Dwukrotnie obejmował funkcje ministerialne. W latach 1982–1987 minister przemysłu i górnictwa, w latach 1989–1990 kierował resortem transportu.
Na plenum, które odbyło się w dniach 6-7 lipca 1990 Çeliku został usunięty z rządu, a na X Kongresie Albańskiej Partii Pracy w czerwcu 1991 usunięty z partii. W 1993 stanął przed sądem, wspólnie z innymi politykami komunistycznymi wysokiej rangi, oskarżonymi o nadużycie władzy (tzw. proces blokmenów). Skazany na sześć lat więzienia, opuścił je w czasie rewolucji piramidowej 1997. Zmarł w Tiranie w 2005.